# Latter Days: The Best of Led Zeppelin Volume Two
2000. november 21-én jelent meg a Led Zeppelin Latter Days: The Best of Led Zeppelin Volume Two című válogatásalbuma. A dalok a zenekar pályafutásának 1973 és 1979 közötti időszakából valóak. Annak ellenére, hogy a Led Zeppelin angol zenekar volt, Robert Plant és John Bonham ruháján az amerikai zászló látható.

## Az album dalai
1. "The Song Remains the Same" – 5:28
2. "No Quarter" – 6:59
3. "Houses of the Holy" – 4:01
4. "Trampled Under Foot" – 5:35
5. "Kashmir" – 8:31
6. "Ten Years Gone" – 6:31
7. "Achilles Last Stand" – 10:22
8. "Nobody’s Fault But Mine" – 6:27
9. "All My Love" – 5:53
10. "In the Evening" – 6:49

### A dalok az eredeti albumokon
- Houses of the Holy: 1-2.
- Physical Graffiti: 3-6.
- Presence: 7-8.
- In Through the Out Door: 9-10.

## Közreműködők
- Jimmy Page – gitár
- Robert Plant – ének
- John Paul Jones – basszusgitár, billentyűs hangszerek, mandolin
- John Bonham – dob, ütőhangszerek

### Produkció
- Ross Halfin – borító design
- Jimmy Page – producer

Bővebben lásd az egyes albumoknál.